# Ляторовська Меланія Іванівна

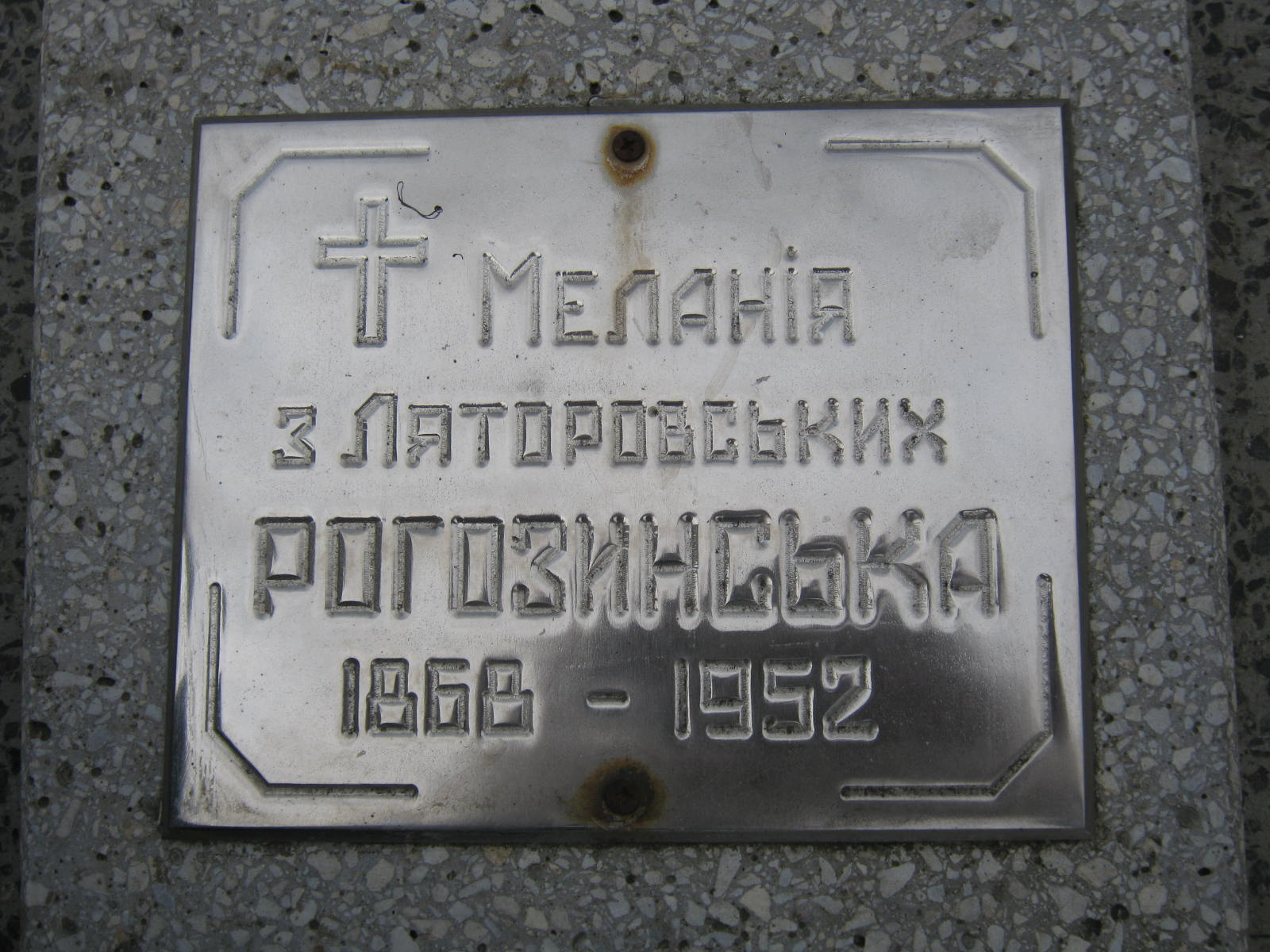
Надгробок Меланії Рогозинської. Таблиця

Меланія Іванівна Ляторовська (1868—1952) — українська галицька фольклористка.

## Життєпис
Народилася в 1868 році. Донька о. Івана Ляторовського (1839 — 10 лютого 1919) — пароха села Долина над Дністром — та його дружини Евгенії, з Михалевичів (1847—1935) Ляторовських.
У селі Сапогів (нині Чортківський район, Тернопільська область) записала народні пісні, коломийки, казки тощо. Ліричні, рекрутські та інші пісні, записані нею, зберігаються в ІМФЕ НАНУ. Дві казки опублікував Петро Медведик у збірнику «Казки Золотого Поділля» (Тернопіль, 1994).
Була дружиною міського посадника Бучача Климентія Рогозинського, у шлюбі народила 10 дітей. Зокрема, донька Олена (у шлюбі — Кузів, 1904—1963, похована поблизу батьків) — перша завідувачка Бучацької районної бібліотеки з 1 листопада 1944 року.
Похована на цвинтарі на пагорбі «Федір» у Бучачі поряд з чоловіком, кількома дітьми, родичами.